# Astride N'Gouan
Adjoba Astride N'Gouan, född 9 juli 1991 i Saint-Denis i Frankrike, är en fransk handbollsspelare. Hon spelar som mittsexa.

## Klubblagskarriär
Astride N'Gouan började spela som senior för Issy Paris 2010 och spelade för klubben i fyra år. Under de åren var hon med i två finaler i EHF:s cuper. År 2013 förlorade Issy Paris cupvinnarcupfinalen och året efter blev det åter förlust i finalen i Challenge Cup. 
Sommaren 2014 gick hon med i Toulon Saint-Cyr Var Handball. Efter två säsonger i Toulon skrev hon på för Brest Bretagne HB för säsongerna 2016–2017 och 2017–2018. Hennes första säsong i Brest slutade med ett silver i franska mästerskapet. Brest kom till kvartsfinalen i EHF-cupen. Individuellt blev hon nominerad till bästa försvararen och säsongens bästa mittsexa men vann inte utmärkelsen. Under sin andra säsong i klubben bar N'Gouan kaptensbindeln i Brest. Hon vann franska cupen 2018 men slutade återigen som silvermedaljör i Frankrike och åter kvartsfinal i EHF-cupen. Brest trillade ur efter gruppspelet i Champions League. Astride N'Gouan anslöt till Metz Handball inför säsongen 2018–2019. Metz kom till semifinal i Champions League och vann franska mästerskapet och franska cupen 2019.

## Landslagskarriär
I oktober 2013 togs hon för första gången ut till det franska landslaget för matcherna mot Slovakien och Finland i EM-kvalet. Den 24 oktober 2013 mot Slovakien spelade hon sin första landskamp. Hon blev uttagen i bruttotruppen i landslaget före VM 2013 och även inför EM 2016. Det dröjde till VM 2017 innan hon fick debutera i ett mästerskap, men då blev det succé direkt med VM-guld. Hon var också med i EM 2018 på hemmaplan och vann EM-guld. Hon spelade sedan i VM 2019 i Japan där Frankrike misslyckades. Hon har sedan inte varit med i mästerskapen.